# Валеріу Ківерь
Валеріу Ківерь (рум. Valeriu Chiveri, 26 грудня 1963) — молдавський кар'єрний дипломат. Надзвичайний і Повноважний Посол Молдови в Україні (з 2 червня 2022), за сумісництвом у Вірменії, Узбекистані та Туркменістані з резиденцією в Києві.

## Життєпис
Народився 26 грудня 1963 року. У 1990 році закінчив Технічний університет Молдови, інженер-будівельник. У 1995 році закінчив Національну школу політичних та адміністративних досліджень, Бухарест (міжнародні відносини). У 1996 році навчався в Центрі досліджень безпеки імені Джорджа Маршалла, Німеччина (Європейська безпека), а в 1999 році закінчив Державний університет Молдови.
У 1995—1998 рр. — другий секретар Департаменту Співдружності Незалежних Держав, магістр образотворчих мистецтв Республіки Молдова
У 1998—1999 рр. — перший секретар / радник / начальник відділу Департаменту міжнародної безпеки, магістр образотворчих мистецтв
У 1999—2000 рр. — політичний офіцер Місії Організації з безпеки та співробітництва в Європі в Грузії
У 2000—2001 рр. — заступник начальника відділу міжнародної безпеки
У 2001—2005 рр. — радник Посольства Республіки Молдова в Австрії/ Постійне представництво Молдови при Організації з безпеки та співробітництва в Європі
У 2005—2006 рр. — політичний офіцер Центру Організації з безпеки та співробітництва в Європі в Ташкенті
У 2006—2009 рр. — політичний офіцер Центру Організації з безпеки та співробітництва в Європі в Алмати/Астана
У 2009—2010 рр. — проєктна компанія-координатор Центру Організації з безпеки та співробітництва в Європі в Ашхабаді
У 2010—2013 рр. — посол Молдови в Австрії/голова постійної делегації Молдови при Організації з безпеки та співробітництва в Європі/постійний представник при міжнародних організаціях у Відні
У 2011—2013 рр. — посол Молдови в Словаччині за сумісництвом.
У 2013—2015 рр. — заступник міністра закордонних справ та європейської інтеграції.
У 2015—2016 рр. — модератор закордонних справ та політики безпеки Інституту європейської політики та реформ в Кишеневі
У 2016—2019 рр. — заступник керівника центру ОБСЄ в Бішкеку
У 2019—2021 рр. — Посол, голова місії Програмний офіс ОБСЄ в Душанбе
22 грудня 2021 року Уряд Молдови схвалив призначення Валеріу Ківеря послом Молдови в Україні.
28 грудня 2021 року призначений Надзвичайним і Повноважним Послом Молдови в Україні.
16 лютого 2022 року вручив копії вірчих грамот заступнику міністра закордонних справ України Миколі Точицькому.
2 червня 2022 року вручив вірчі грамоти Президенту України Володимиру Зеленському.